# Kontraktualism
Kontraktualism, kontraktsteori eller "kontraktarianism", är en morallära och ett politiskt begrepp enligt vilken det moderna samhället huvudsakligen bygger på samhällskontrakt, dvs överenskommelser som individer ingår i för att lättare kunna tillvarata ömsesidiga värden och intressen. Samhället ses hos upplysningsfilosoferna, som Hobbes, Locke och Montesquieu, som ett resultat av individers mervärde i att samarbeta. Kontraktualismen, med dess betoning av den förnuftiga människan, spelade senare, under 1800-talet och för tänkare som Herbert Spencer, en viktig frigörande roll för kapitalismen i dess frigörelse från feodalismen och skråväsendet till minsta möjliga statliga inblandning. Kritiker invände dock ganska snart att ett samhällskontrakt måste vara något mer än att skydda frukten av industriägarnas arbetsinsatser.

## Naturrätten
Kontraktsteorin härleddes ur naturrätten.
Inom etiken är benämningen kontraktsetik vanlig. Företrädare för denna teori är Thomas Hobbes, John Locke, Jean-Jacques Rousseau, Samuel von Pufendorf, John Rawls och David Gauthier. Filosofin innebär att varken objektiv moral eller någon gud är nödvändig för moralen. Etik ska istället förstås som ett slags överenskommelse mellan förnuftiga individer, eller mellan individer och en stat där de involverade går med på att ge upp en viss del av sin frihet. Man skiljer mellan kontraktualism och kontraktarianism. Enligt en del kontraktarianer såsom David Gauthier och Thomas Hobbes är människan av sin natur egoistisk, enligt kontraktualister, så som John Locke och Thomas M. Scanlon är hon motiverad av att leva enligt moraliska principer och därigenom få erkännande av andra människor. Människorna ingår kontraktet för att det möjliggör livet tillsammans i samhället.
Bryter någon mot kontraktet så har personen i fråga ställt sig utanför moralens sfär och kan då förlora rätten till en del av de fördelar som är kontraktets avsikt att ge. Beteckningen samhällskontrakt hör hemma i dessa upplysningsfilosofers resonemang, men deras tolkningar kunde skilja sig ganska mycket åt. Bland de första som uttryckte kontraktualistiska tankegångar finns Salamancaskolan.

## Rawls
Filosofen John Rawls kom med boken A Theory of Justice att introducera en kontraktualism för 1900-talet. Hans teori bygger vidare på kontraktstraditionen, och han presenterar där två (egentligen tre) principer som ska gälla för utformningen och underhållet av det rättvisa samhället. Rawls menade att ojämlikhet kunde förhindras genom att vi skulle föreställa oss alla rationella varelser samlade i ett rum med en "okunnighetens slöja" som förhindrade vetskap om den egna sociala positionen i samhället. Därefter skulle vi tillsammans komma på regler som vore förnuftiga och som vi skulle kunna anta skulle följas av de flesta, detta utan vetskap om huruvida vi är rika, fattiga, invandrare eller rika företagsledare. Det som var unikt och radikalt i den rawlsianska kontraktualismen var maximinprincipen i differentialprincipen, vilken innebär att ojämlikheter bara kan rättfärdigas om dessa gör situationen bättre för de som har det sämst ställt.

## Scanlon
Thomas M. Scanlon har skapat den nu mest inflytelserika och levande moralfilosofiska kontraktualismen. Denna teori finns presenterad i What We Owe to Each Other från 1998. Scanlon bygger vidare på Immanuel Kants, Jean-Jacques Rousseau samt Rawls kontraktualismer, men till skillnad från de två senare begränsas inte Scanlons teori till staten, utan han säger sig med den kunna förklara den mänskliga moralen. Han menar att det som är moraliskt fel är det som inte går att rättfärdiga i enlighet med principer som ingen, som är motiverad att hitta gemensamma principer enligt vilka vi kan leva tillsammans, skulle säga emot.

## Hobbes
Den brittiske tänkaren Thomas Hobbes (1588-1679) såg människan som egoist som styrs av sitt egenintresset, och beskrev ett s.k. naturtillstånd, i vilket människor i ett statslöst tillstånd befann sig i en "allas kamp mot alla". I naturtillståndet är all form av mänskligt samarbete omöjlig, och människor befinner sig i en ständig kamp för sin överlevnad.  För att kunna överleva tvingades människorna sluta ett samhällskontrakt, genom vilket de överlämnade sin (naturliga) beslutanderätt till staten mot att den skyddade deras liv och egendom. Handlingar som sker i enlighet med kontraktet är rätta handlingar, medan handlingar som strider mot kontraktet är felaktiga. Samhällskontraktet och grundlagen blir identiska. Staten är enligt Hobbes ett nödvändigt ont eftersom människan inte klarar sig utan den. Han liknar staten vid odjuret Leviatan i Gamla Testamentet, vilket kanske inte är underligt eftersom "staten" kunde vara en despot lika väl som en upplyst konung.

## Locke
John Locke (1632-1704) såg lite annorlunda på naturtillståndet. Människorna har samma värde och har likartade behov och de kan med förnuftets hjälp resonera sig fram till vad som är rätt och fel. Denna förmåga är ett naturligt tillstånd hos alla människor. Av denna naturrätt följer att varje människa har rätt till sitt liv och sina åsikter liksom resultatet av sitt arbete – vilket är liberalismens grundläggande och tidigaste idéer. Enligt Locke var det inte människorna som av nödtvång anlitade staten/fursten, utan samhällskontraktet var mellan människorna (vars liv och egendom skulle skyddas) och statens representanter, som borde kunna avsättas om de inte skötte sig. Locke förordade maktdelning: en lagstiftande makt (parlamentet) och en styrande makt (regeringen). Konstitutionell monarki var också något som också genomfördes i England under Lockes livstid.

## Montesquieu
Charles-Louis de Secondat Montesquieu (1689-1755) levde i en annan typ av samhälle, nämligen det franska enväldet, vilket han våldsamt argumenterade emot. Han såg Lockes idéer och deras praktiska genomförande i den nya engelska konstitutionen som en tydlig förebild. Kungen och dennes kabinett hade den styrande eller verkställande makten, parlamentet den lagstiftande, dessutom borde lagförslag granskas och tillämpas av en tredje maktsfär: självständiga domstolar. Kungen eller kungens män skulle inte vara domstol, inte heller lorderna i det första, primitiva parlamentet. Domstolarna skulle fungera självständigt. Den maktfördelningsprincip som Montesquieu förespråkade var således tredelad med sfärer skilda från varandra: den lagstiftande, den verkställande/styrande och den dömande makten. Denna princip blev grundläggande för den nya amerikanska konstitution som tillkom efter den amerikanska revolutionen 1776-83.
Till kontraktualismen hör även naturrättslig folksuveränitetsprincip och hur den skall manifesteras.

### Problem med kontraktualismen
Moderna kontraktualister menar inte längre att något samhällskontrakt faktiskt har ingåtts. Det är en filosofisk konstruktion som inte stämmer överens med historien, menar de. De anser snarare att kontraktet är implicit förstått och att man accepterar det om man åtnjuter dess fördelar i form av exempelvis hänsyn. Det finns dock allvarligare problem med kontraktualismen än så. Om människan är en obotlig egoist, vad hindrar då henne från att bryta mot kontraktet när det gynnar henne om hon tror sig kunna göra det oupptäckt? Även i en totalitär stat finns det möjligheter att smita undan. Det ska noteras att detta är ett problem som uppkommer i många fler etikteorier.
En modern kontraktteoretiker, David Gauthier, menar att det inte ligger i egoistens intresse att bryta mot kontraktet. Kanske kommer egoisten undan en, två eller flera gånger med kontraktsbrott men förr eller senare upptäcker vi vad för person vi har att göra med och kastar ut denna från gemenskapen. Mot detta kan invändas att personen kan ställa till med nog så stor skada med de kontraktsbrott som personen faktiskt begår och tror sig komma undan med eller till och med faktiskt kommer undan med.
Hur ser situationen ut för de svaga i kontraktssamhället? Kritiker menar att de som inte har något att erbjuda de starkare i förhandlingen om kontraktet hamnar i en ofördelaktig position. Kontraktualisten skulle antagligen mena att de kan sluta sig samman och uppnå en starkare förhandlingsposition och att samhället på så sätt inte skulle bli för ojämlikt. Detta är inte ett problem för Rawls, eftersom hans tänkta kontraktspartnar inte vet om sina egna samhällspositioner och därför antas välja att göra den sämsta positionen i samhället så fördelaktig som möjligt.
Nyliberala och anarkistiska tänkare har också framfört kritik mot samhällskontraktet, då främst ur synvinkeln att det inte råder kontraktsfrihet. Istället är det staten, i sin position av den starkare parten, som sätter villkoren medan individerna ansluts utan sitt medgivande och utan någon egentlig möjlighet att avsäga sig kontraktet. Det är därför en viktig hörnsten i dessa ideologier att kontraktets obligatoriska del begränsas till minsta möjliga, och att ett kontrakt med frivillig anslutning upprättas för samhällets övriga förmåner och förpliktelser.